# Kamalpur (Népal)
Pour les articles homonymes, voir Kamalpur.
Kamalpur (en népalais : कमलपुर) est un comité de développement villageois du Népal situé dans le district de Saptari. Au recensement de 2011, il comptait 5 334 habitants.